# 這個下午很無聊
《這個下午很無聊》是臺灣歌手張震嶽的第三張個人專輯、於1997年10月30日發行。此為張震嶽退伍後的首發專輯，音樂風格變為搖滾叛逆，當中的《愛的初體驗》為當時KTV的熱門點播歌曲。本專輯同時也是張震嶽與Free Night的第一次合作。

## 曲目
作詞／作曲：張震嶽
1. 分手的人
2. 把妹
3. 愛的初體驗
4. 你會等我嗎
5. 改變
6. 不要再談戀愛
7. 這個下午很無聊
8. 怎麼辦
9. 同學會
10. 秘密
11. 喝酒